# Гути (Конотопський район)
Гу́ти (вимоваⓘ)  — село в Україні, у Попівській сільській громаді Конотопського району Сумської області. Населення становить 376 осіб. До 2020 орган місцевого самоврядування — Кузьківська сільська рада.

## Географія
Село Гути знаходиться біля великого лісового масиву урочище Голобородська Дача (сосна) за 2,5 км від лівого берега річки Канава Нова Косова. На відстані в 1,5 км розташоване село Кузьки.

## Історія
Село Гути виникло у XVII столітті.
Після визволення Лівобережної України від польсько-литовського панування, на її території починає розвиватися сільське господарство і промисловість. Промисли розвивалися головним чином за межами міста, біля відповідних джерел сировини. Особливого поширення набуло виробництво скла. На території села було і є багато будівельного піску та глини. Це й стало причиною перших промислів і поселень у цій місцевості. У спеціальних печах — гутах — випалювали посуд із білого та кольорового (блакитного) скла, що й дало назву селу — Гути. На промислах застосовувалася наймана праця. В останній чверті XVIII століття відбулося закріпачення селян Лівобережної України, у тому числі й селян села Гути. Власниками кріпаків були Граф Олексій Кирилович Розумовський, титулярні радники Йосип Єзучевський та Платон Колодчевський, а ще дрібний поміщик (7 сімей) Суденков.

## Перебування Шевченка в селі
У серпні 1859 року, під час подорожі Україною Тарас Григорович Шевченко зробив зупинку в селі у титулярного радника Колодчевського, щоб перепочити, подорожуючи із села Гирявка до Кролевця. З ним разом їхали брати Лазаревські — Іван та Федір. Платон Григорович дуже зрадів гостям. Після обіду він показав їм прекрасний парк-сад із великим ставком і добре
обладнаною купальнею. Шевченко захоплено дивився на плодові й декоративні дерева, на вихрясті кущі смородини, порічок, а особливо калини, на якій яскраво-червоними гронами звисали ягоди.
Коли підійшли до старого дуба, здивовано зупинився. «Боже, яка багата і яка загадкова наша матінка-природа!» — сказав поет. Дуб і справді вражав розмірами. Під ним, де завжди затінок, стояв стіл і дві довгі лави. Гостинний господар, який любив тут посидіти, запропонував почаювати. Коли пили чай, Шевченко продовжував поглядати на коренастого патріарха. І раптом на стовбурі з північного боку він побачив невелике дупло: «Як і всі ми — поступово вмирає», — подумав. А потім дістав дорожній зшиток, вирвав із нього чистий аркуш і написав невеликого листа нащадкам цього мальовничого краю. Згорнув учетверо й поклав у дупло. Як виїхали з Гут, через важку піщану дорогу коні ледве тягли тарантас, тому всі йшли пішки. Тарас Григорович милувався чудовим лісом, та ось він побачив дівчинку, котра вийшла з густого сосняка. В руках вона тримала кошик з грибами. Це була наймичка Колодчевського — Оксана. Дивлячись на її вродливе обличчя, Тарас згадав свою улюблену Оксану з рідної Кирилівки. Занило зранене тяжким життям серце. Він аж прискорив крок, аби швидше дістатися до Кролевця, де мали зупинитися на нічліг.
Не дійшло до нас поетове послання. Одного літа дістав його місцевий лісник і відтоді не відомо, де воно поділося. А сам дуб, свідок Шевченкової гостини, був спиляний у 1947 році нерозумними нащадками.

## Будівництво храму

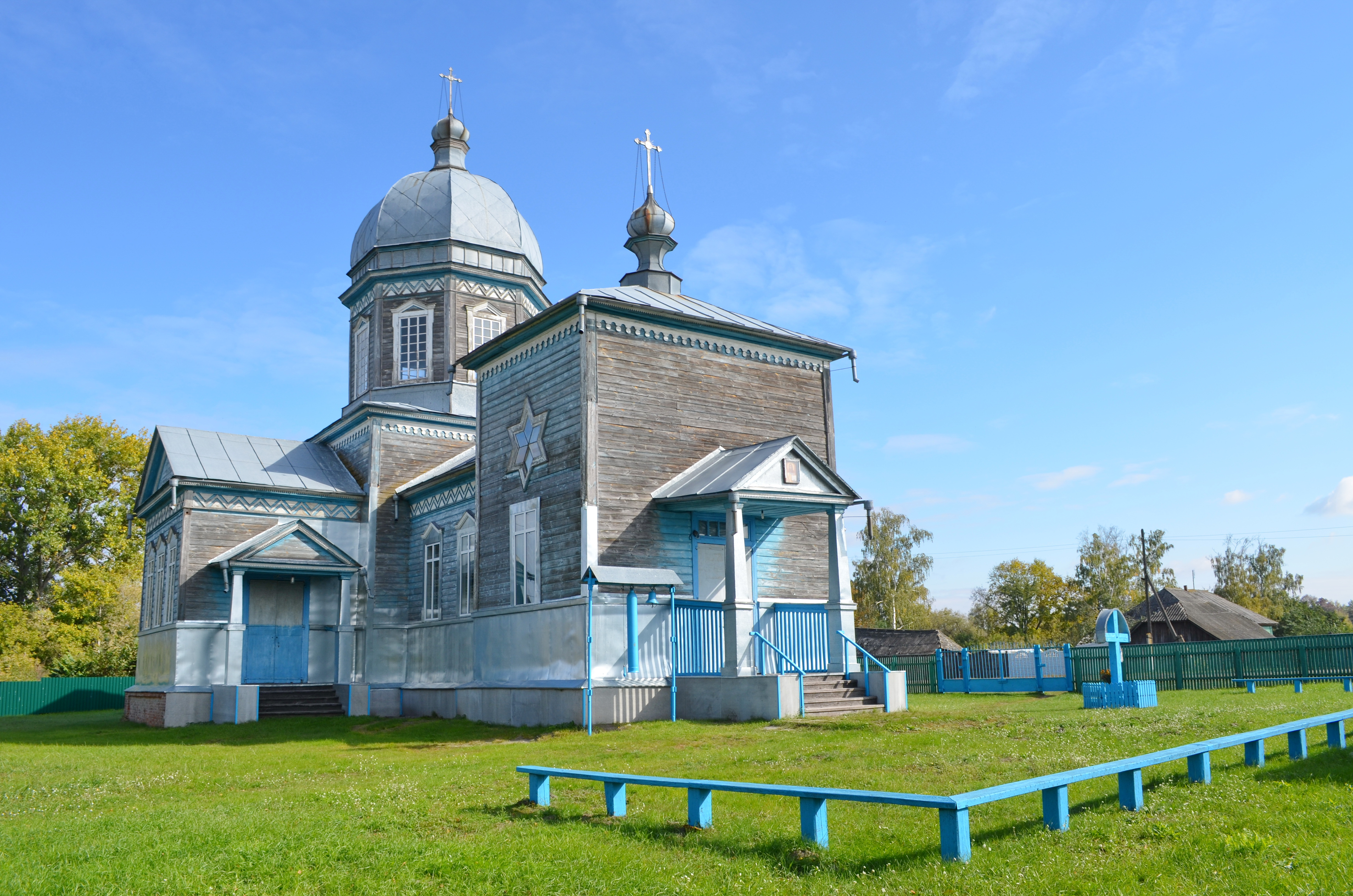
Миколаївська церква

1898 року в селі розпочалося будівництво храму святого Миколая. Одночасно неподалік від храму почали будувати початкову школу. 1904 року у ній відбувся перший випуск: шість хлопчиків і одна дівчинка. У наступному навчальному році в школі вже навчалося 53 учні. Школа з 2014 року, на жаль, вже не працює, а храм діє донині.

## Встановлення радянської окупації
Напередодні революції 1905–1907 років в Гутах діяла група підпільної революційної організації «Всероссийский крестьянский союз», яка об'єднувала селян під гаслом «Земля і воля». Колективізація в селі розпочалася у кінці 1920-х років. Комнезам забрав у заможних селян худобу та майно. У Гутах було створено два колгоспи — «Червоний пахар» і «Вільне життя».
Село постраждало внаслідок геноциду українського народу, проведеного окупаційним урядом СССР 1923–1933 та 1946–1947 роках.

## Відомі люди
- Філь Юхим Павлович — український літературознавець, етнолог.
- Саєнко Іван Іларіонович — маріупольський лікар.
- Хоменко Борис Васильович (1928–2011) — професор Вінницького педагогічного університету, дослідник комі літератури.
- К. І. Назаренко — учасник російсько-турецької війни (1877—1878), брав участь у боях на Шипці, за що був нагороджений Георгіївським хрестом і медаллю.
- Кича Володимир Іванович — радянський військовослужбовець, учасник афганської війни.
- В селі провів дитячі роки відомий письменник-перекладач Назаренко Юрій Іванович (1904–1991).